# Dospěláci v místnosti
Dospěláci v místnosti (anglicky Adults in the Room, řecky Ενήλικοι στην αίθουσα) je řecko-francouzské filmové drama. Natočil jej režisér Costa-Gavras podle scénáře, který napsal na motivy stejnojmenné knihy bývalého ministra financí Janise Varufakise. Kameramanem filmu je Giorgos Arvanitis a hudbu k němu složil Alexandre Desplat. Hrají v něm Valeria Golinová, Ulrich Tukur, Colin Stinton a další, přičemž samotného Varufakise ztvárnil Christos Loulis. Premiéra snímku proběhla 31. srpna 2019 na 76. ročníku Benátského filmového festivalu.